# 資格取得対策スクール一覧
資格取得対策スクール一覧（しかくしゅとくたいさくすくーるいちらん）は、資格取得の受験対策を講ずるスクール、資格取得予備校などの一覧。

## おもなスクール

### あ行
- アークアカデミー（株式会社アークアカデミー、日本語教師養成、韓国語講座などを開講、東京都渋谷区, 産業能力総合協会連合会加盟校）
- アイエヌ中野キャリアスクール
- IMB医療事務スクール
- EYEセミナー　-　公務員試験と福祉資格
- i.D.E社労士塾　-　i.D.E社労士塾（アイ・ディー・イーしゃろうしじゅく） 社会保険労務士専門の受験予備校
- アイテック - 情報系通信講座
- アクセ「ドットコムマスター資格取得」通信講座
- アクセル - 主に公認会計士試験についての講座を提供している資格試験予備校
- アビタス（株式会社アビタス、東京都渋谷区, 産業能力総合協会連合会加盟校）
- ECC総合教育機関  -  英会話学校のほか予備校や資格取得のための学校などを運営する教育関連団体(ECCコンピュータ学院, ECCビジネススクール, ECC外語学院, 本部は大阪市北区, 産業能力総合協会連合会加盟校）
- 伊藤塾  - 法律系の資格試験予備校
- イーアカウント大手町塾TRADECREATE - 日商簿記検定、パソコン会計の通学講座（東京都千代田区）
- SGS  - 管理栄養士国家試験の受験対策予備校
- NTTラーニングシステムズ株式会社（東京都調布市, 産業能力総合協会連合会加盟校）
- NCMA，Japan（東京・札幌・仙台・名古屋・大阪・福岡、東京都渋谷区, 産業能力総合協会連合会加盟校）
- オークラ宅建行政学院/オークラ経理学院
- 大原出版通信教育本部（大原出版株式会社、学校法人大原学園（大原簿記学校・大原法律専門学校）、東京都千代田区、産業能力総合協会連合会加盟校）
- オランジュ ドゥ エコール - 色彩、カラーについて学ぶコース開講。色彩検定、カラーコーディネーター検定対策講座開講（東京都渋谷区）

### か行
- がくぶん（株式会社学文社、東京都新宿区, 産業能力総合協会連合会加盟校）
- カラリストスクール・ワムICI（株式会社カラースペース･ワム、色彩のプロを養成、東京都渋谷区, 産業能力総合協会連合会加盟校）
- 河合塾ライセンススクール
- 勝英自動車学校資格取得（株式会社勝英自動車学校）
- 管栄学館（管栄ゼミナール）
- 関西医療予備校・天王寺校
- 看予備　- （北海道）看護系、医療系試験対策専門の予備校
- 環境工学院 - 各種資格講座を開講（東京都世田谷区深沢）
- 技術士育英研究所（有限会社クボタエンジニアリング）
- CAN医療国試塾
- キャリア・ステーション専門学院 (保育士試験、手話技能検定対策スクール)
- 九州建設専門学院
- 九州不動産専門学院
- クレアールアカデミー - 資格取得学校を展開
- 経済法令研究会（株式会社経済法令研究会）
- 建設業経理実務研究会（株式会社経営総合コンサルタント協会）
- 健康・食育検定協議会食育講座「健康・食育マスター講座」
- 建設技術情報センター - 建築管理技士、土木管理技士、電気工事施工管理技士、管工事施工管理技士の資格取得のための講習会開催（東京都千代田区）
- 工学研究社教育部（株式会社工学研究社、東京都新宿区, 産業能力総合協会連合会加盟校）
- 交通公社教育開発（旅行業務取扱主任者取得対策等）
- 公務員試験協会
- コスモ建築塾（株式会社コスモ建築設計事務所）
- 合格するまで面倒みます！（ 株式会社スペック、大阪市北区、短期資格取得講座、自宅学習教材）

### さ行
- サロン ド フルール イコア（埼玉県南埼玉郡白岡町, 産業能力総合協会連合会加盟校）
- JSQ国試対策研究室
- J・SCHOOL（東京都千代田区, 産業能力総合協会連合会加盟校）
- 有限会社JLC(ビジネスライセンスの養成学校)
- 資格スクエア - 司法試験予備試験、弁理士など
- 篠原リハビリテーション国家試験対策校
- 週刊住宅新聞資格教育部（株式会社週刊住宅新聞社）
- 住宅新報社（株式会社住宅新報社、住居関連資格対応、東京都渋谷区, 産業能力総合協会連合会加盟校）
- 新技術開発センター（株式会社新技術開発センター、東京都千代田区, 産業能力総合協会連合会加盟校）
- 新宿日本語学校 (学校法人江副学園, 日本語の教え方が身につく教材と施設、東京都新宿区, 産業能力総合協会連合会加盟校）
- 新宿セミナー- 看護師国家試験対策コースも
- CS総合学院|公務員試験・国家資格の養成学校
- 自立士業者養成塾 - 行政書士独立開業、実務講座、行政書士試験個別指導（東京都台東区）
- スタッフエース（株式会社スタッフエース）
- スタジオHOW - 色彩能力検定対応講座を開講（東京都港区）
- スタディング（STUDYing）- KIYOラーニング運営。中小企業診断士、宅建、税理士、司法試験などをオンラインで展開
- Z会 - 資格試験受験のための通信教育も実施している
- 全研学院（全研本社株式会社）
- セラピー資格取得養成学校
- 仙台大原ライセンススクール（株式会社教育計画）
- 早学舎
- 総合資格学院（建築士・宅建資格指導のエキスパート、東京都新宿区, 産業能力総合協会連合会加盟校）
- ソフトキャンパス - 青森県に4校、仙台市に1校を展開するマンツーマンの資格専門学校

### た行
- 大栄総合教育システム（資格の専門校ダイエックス、大栄経理学院・大栄国家試験学院、大栄コンピュータ学院, デザイナー育成の専門校大栄建築デザイン学院, 大栄公務員受験学院, 大栄税理士学院, 大栄中小企業診断士学院-中小企業診断士育成の専門校、大栄通信教育センター、大阪府大阪市, 産業能力総合協会連合会加盟校）
- TAC　-　資格の学校 TAC（タック） 2009年に大日本印刷、早稲田経営出版と資格取得支援事業と出版事業の事業譲渡と業務提携、東京都千代田区, 産業能力総合協会連合会加盟校）
- 宅建学院（有限会社佐藤孝の宅建学院、埼玉県所沢市, 産業能力総合協会連合会加盟校）
- 宅建専門校　TOP宅建学院
- 辰已法律研究所
- 中部資格学院（株式会社中部資格、総合資格学院の関連校、愛知県名古屋市, 産業能力総合協会連合会加盟校）
- 中央経済社 （関連図書を出版）
- 中央大学経理研究所（公認会計士・税理士・簿記）
- チーム医療メンタルヘルスマネジメント - メンタルヘルス・マネジメント検定試験対策セミナー等開催（東京都豊島区）
- TIアビリティセンター
- DHC文化事業部（東京都港区, 産業能力総合協会連合会加盟校）
- 通勤講座 （KIYOラーニング株式会社）- 中小企業診断士、税理士、司法書士など
- ティアイエス新宿スクール（宅建、行政書士など）
- ディーエイチシー（株式会社ディーエイチシー）
- ディエヌシー（株式会社ディエヌシー）
- テソーラスハウス|英検1級対策の養成学校
- TBC受験研究所　TBCビジネスカレッジ　中小企業診断士の受験対策校
- テコム - 医師国家試験対策予備校
- 電気書院通信電気学校（株式会社電気書院通信）
- 東京アカデミー（公務員試験対策などや看護医療/看護学校受験・各種資格試験対策）
- 東京インテリアアカデミー（株式会社東京書芸館）
- 東京個別指導学院
- 東京ファイナンシャルプランナーズ（株式会社東京ファイナンシャルプランナーズ）
- 東京法経学院  -  資格試験受験指導のほか、通学講座・通信講座・メディア講座も
- 東京ライセンス学院（保育士など）
- 東京司法書士学院
- 世界のセラピー資格取得のための学校|ドルフィンドリーム セラピストスクール
- ドッグライフカウンセラー専門スクール　ワンカレッジ
- TOPエアビジネス学院　- （宮城県）航空会社就職予備校。ほかに学生向け、社会人向けのコースも

### な行
- ナガセ（ナガセCADスクール、ナガセITスクール、ナガセPCスクール、ナガセWeb/DTPスクール、東京都新宿区, 産業能力総合協会連合会加盟校）
- ニチイ学館（株式会社ニチイ学館、東京都千代田区, 産業能力総合協会連合会加盟校）
- 日建学院（株式会社建築資料研究社、建築系資格試験、東京都豊島区, 産業能力総合協会連合会加盟校）
- 日本医歯薬研修協会（医師・歯科医師・管理栄養士等　各種国家試験対策）
- 日本アロマコーディネータースクール（株式会社日本アロマコーディネータースクール、日本アロマコーディネーター協会指定校、東京都豊島区, 産業能力総合協会連合会加盟校）
- 日本ネイルアートアカデミー（東京都新宿区, 産業能力総合協会連合会加盟校）
- 日本ペン習字研究会（東京都新宿区, 産業能力総合協会連合会加盟校）
- 日本医療事務センター（株式会社日本医療事務センター、東京都千代田区, 産業能力総合協会連合会加盟校）
- 日本医療事務教育協会（東京都新宿区, 産業能力総合協会連合会加盟校）
- 日本漢字検定協会（東京都新宿区, 産業能力総合協会連合会加盟校）
- 日本賞状書士協会（東京都新宿区, 産業能力総合協会連合会加盟校）
- 日本創芸教育（株式会社日本創芸教育、仕事や資格取得、趣味に役立つ通信教育、東京都渋谷区, 産業能力総合協会連合会加盟校）
- 日本医協ライセンスアカデミー（株式会社日本医協）
- 日本行政専門学院・行政書士実践実務研究会 - 行政書士開業と実務指導（東京都渋谷区）
- 日本ダイエットアカデミー協会 - ダイエットマスターの資格取得講座開講（東京都新宿区新宿）
- 日本建設センター - 建設関連の国家試験対策講習会開催（東京都千代田区神田）
- 日本建設情報センター - 施工管理技士試験等対策講座を開講（東京都港区）
- 日本プロカウンセリング協会本部校・支部校と認定校（全国に19校）
- 日本教育開発学校（株式会社日本教育開発）
- 日本経営振興会
- 日本コンサルタントグループ資格取得
- 日本資格試験指導協会
- 日本賞状事務センター（有限会社日本賞状事務センター）
- 日本トータルアカデミー　- （愛知県名古屋市天白区）英会話と学習塾の総合スクールだが、ほかに就職試験対策や接遇マナーなどの講座も
- 日本能率協会マネジメントセンター（株式会社日本能率協会マネジメントセンター）
- 日本福祉ビジネス専門学院保母養成講座（保育士取得）
- 日本不動産学院
- 日本フローラルアート（株式会社日本フローラルアート、東京都杉並区, 産業能力総合協会連合会加盟校）
- 日本マンパワー（株式会社日本マンパワー）
- 日本ライセンスバンク（株式会社日本ライセンスバンク）
- 能力開発研修センター - 環境、建築、土木等技術系国家試験の通学または通信講座（東京都中央区）

### は行
- ハレックス（株式会社ハレックス、気象予報士試験対応、東京都品川区, 産業能力総合協会連合会加盟校）
- 花田塾 (TOEIC特化型スクール・TOEIC対策学校)
- 萩原社会保険労務士事務所社会保険労務士2ステップ開業法 - 社会保険労務士の開業支援
- ヒューマンアカデミー/ヒューマングループ （ヒューマンアカデミー株式会社）ビジネスカレッジ
- ヒューマンライフ
- 臨床心理士・指定大学院・心理学専門予備校｜ファイブアカデミー
- 一般社団法人ヘルスサポートプランニング（ベビーインストラクター、キッズインストラクター、ASLサインなど）
- プロアクティブ（株式会社プロアクティブ、東京都港区, 産業能力総合協会連合会加盟校）
- フローラ・アミ（株式会社フローラ・アミ、お花で輝きあるライフスタイルを実現、東京都豊島区, 産業能力総合協会連合会加盟校）
- ブリスポイントネットワーク - プロジェクトマネジメント協会（PMI）日本支部・PMP試験対策講座（東京都渋谷区）
- ベストウェイ・ケア・アカデミー東京 - 介護福祉士の受験対策講座、その他ホームヘルパー2級養成講座など（東京都新宿区）
- ベネッセスタイルケア（株式会社ベネッセスタイルケア）
- 北海道第一看護予備校　- （北海道）看護、医療系試験対策予備校
- HOWAビジネス法務ネットワーク - ビジネス実務法務検定対策の講習会開催（東京都北区）
- 法務研修館行政書士実務研修講座 - 行政書士実務講座セミナー（東京都渋谷区）

### ま行
- マウンハーフジャパン（株式会社マウンハーフジャパン）
- マチス教育システム
- 町田ひろ子インテリアコーディネーターアカデミー（東京都港区, 産業能力総合協会連合会加盟校）
- 町田ひろ子アカデミーネットワーク校（札幌、仙台、大阪、福岡, 産業能力総合協会連合会加盟校, 株式会社町田ひろ子アカデミー）
- マリンハーフ経営アカデミー（通関士ほか）
- メック - 日本の医師国家試験予備校
- マンツーマン教育社 - 医療系資格取得総合予備校

### や行
- U.S.エデュケーション・ネットワーク（U.S.CPA）
- ユーキャン生涯学習のU-CAN（株式会社ユーキャン）　-　通信教育専門 （東京都新宿区, 産業能力総合協会連合会加盟校）
- 四谷学院通信講座部門　大学生・社会人向けの資格取得の通信講座。経営はブレーンバンク株式会社（総合教育サービス集団）
- 代々木塾- 弁理士試験専門の受験機関。1981年設立。
- 代々木ゼミナール代ゼミライセンススクール  -  資格試験受験指導校（サテライン放映）

### ら行
- リカレント・キャリアカウンセリング講座 - キャリアカウンセラー資格取得講座（東京都新宿区）
- リアライズ理工学院（サイベック株式会社）
- LEC東京リーガルマインド -　資格の総合スクールLEC
- 労務経理ゼミナール秋保雅男社会保険労務士講座 - 通学と通信講座の案内（東京都新宿区）

### わ行
- ワオ・コーポレーション - 予備校・学習塾・資格スクールなどを経営する総合教育事業グループ
- 早稲田セミナー　-　Wセミナー、現在はTACの一部門、株式会社早稲田経営出版は関連企業
- 早稲田法科学院